# La Valse des patins
Pour plus de détails, voir Fiche technique et Distribution.
La Valse des patins (Cracked Ice) est un cartoon Merrie Melodies réalisé par Frank Tashlin en 1938.